# Нові Озеряни
Но́ві Озеря́ни (стара назва — Озеряни) — село в Україні, у Житомирському районі, Житомирської області. Населення становить 603 осіб.

## Історія
Перша писемна згадка про село датована 1542 роком. В цьому році на території поселення жило 12 сімей.
У XV столітті Озеряни із селом Хомівкою були подаровані православними панами Ходкевичами Києво-Печерському монастирю. Але коли Ходкевичі після 1569 року перейшли до греко-католицької церкви, то Ян Ієронімович Ходкевич забрав від монастиря обидва ці села, аби подарувати якомусь костьолу. Одначе печерський архімандрит Мелетій Хребтович, завдячуючи своєму родству із Ходкевичами, переконав останнього в 1579 році повернути Печерському монастирю обидва маєтки.
В 1636 році Озеряни разом з селами Карабачин, Осівці, Костівці належали Андрію Соколовському.
У 1750 році в селі було 19 селянських та 10 шляхетських дворів. У 1787 році в населеному пункті побудовано церкву. На цей час тут проживало 644 жителі.
Церква дерев'яна в пам'ять Архистратига Михаїла збудована у 1787 році, землі має 46 десятин. До неї приписане село Привороття.
7 грудня 1923 року організований колгосп «Червоний хлібороб», членами якого стали лише 10 сімей. Першим головою колгоспу був Палиш Вячеслав Володимирович (в минулому панський пастух).
На кінець 1933 року майже всі одноосібні господарства були колективізовані, а в 1935 році на базі колгоспу «Червоний хлібороб» утворилося два колективні господарства «Червоний хлібороб» та «Ударник».
Жителі села у 1933—1934 роках пережили страшні часи голодомору. Всього у ці роки було похоронено 125 чоловік.
У бою за Нові Озеряни загинув Герой Радянського Союзу Іван Никандрович Пореченков, родич російського актора Михайла Пореченкова, стосовно якого було відкрите кримінальне провадження щодо причетності Пореченкова до розстрілів мирних жителів Донецька в рядах терористичної організації «ДНР».
У післявоєнний період село якісно змінилося, а тому і змінилася назва села на Нові Озеряни. В ці роки утворилося колективне господарство «Прогрес».
У 1953 році утворилося нове колективне об'єднання «Шлях до комунізму».
У 1972 році у селі було 388 дворів, де проживало 1124 чоловік.
За високі досягнення у праці 61 колгоспник нагороджений орденами і медалями. Зокрема, тракторист Шубан Микола Федорович, нагороджений орденом Леніна та Трудового Червоного прапора, бригадир Зубчук Г. М. — орденом Леніна.
У 1989 році колгосп було розукрупнено і названо «Прогрес».